# بانغانداران

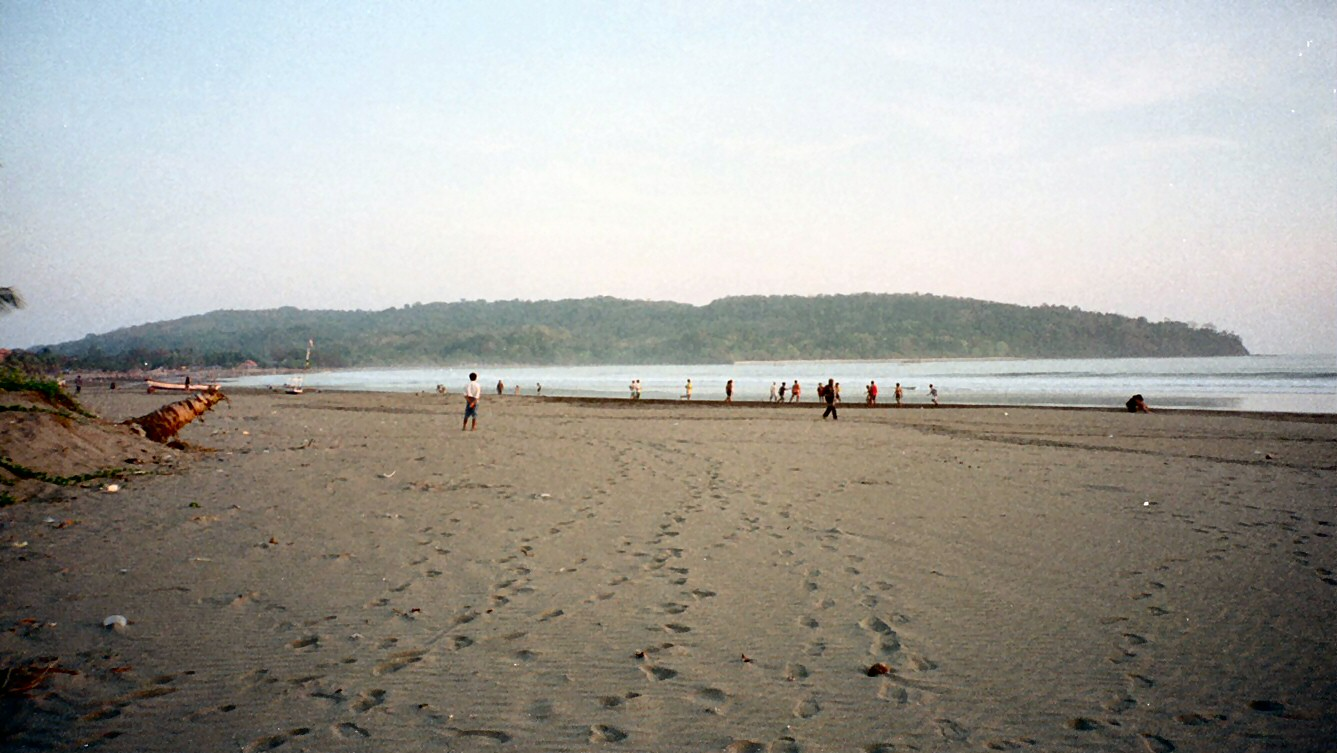
شاطئ بانغانداران مع شبه الجزيرة

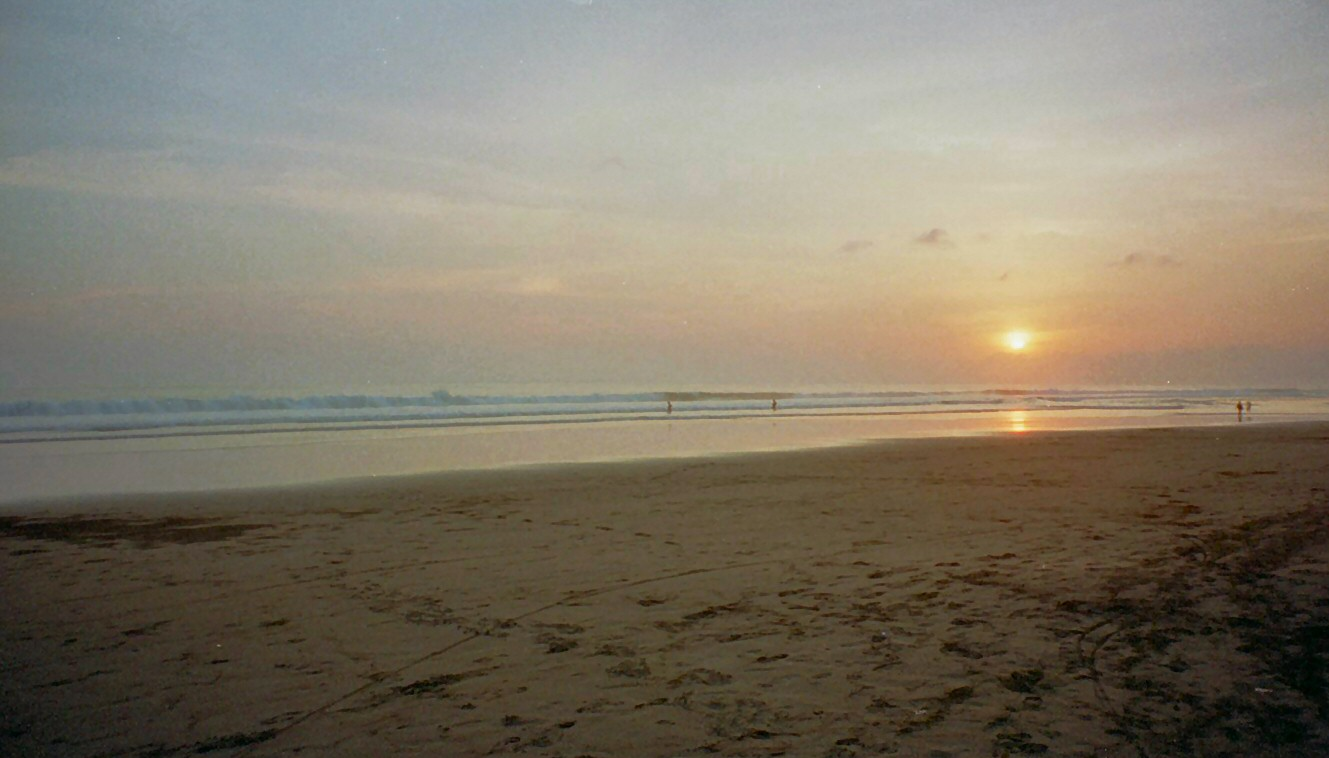
الغروب على شاطئ بانغانداران.

بانغانداران بلدة تقع ضمن مقاطعة جاوة الغربية في إندونيسيا. تقع على الساحل الجنوبي لجزيرة جاوة. وهو شاطئ شهير لممارسة رياضة ركوب الأمواج، وهي مقصد سياحي معروف.

## التاريخ
في 17 تموز (يوليو) 2006، وقعت هزّة أرضية قوتها 7.7 حسب مقياس درجة العزم في بانغانداران ما تسبّب بحدوث تسونامي
اجتاح منطقة المنتجع السياحي وتسبب بدمار المنطقة حتى مسافة نصف كيلومتر. ونجم عن ذلك مقتل ثلاثمائة شخص من القرية.

## السياحة

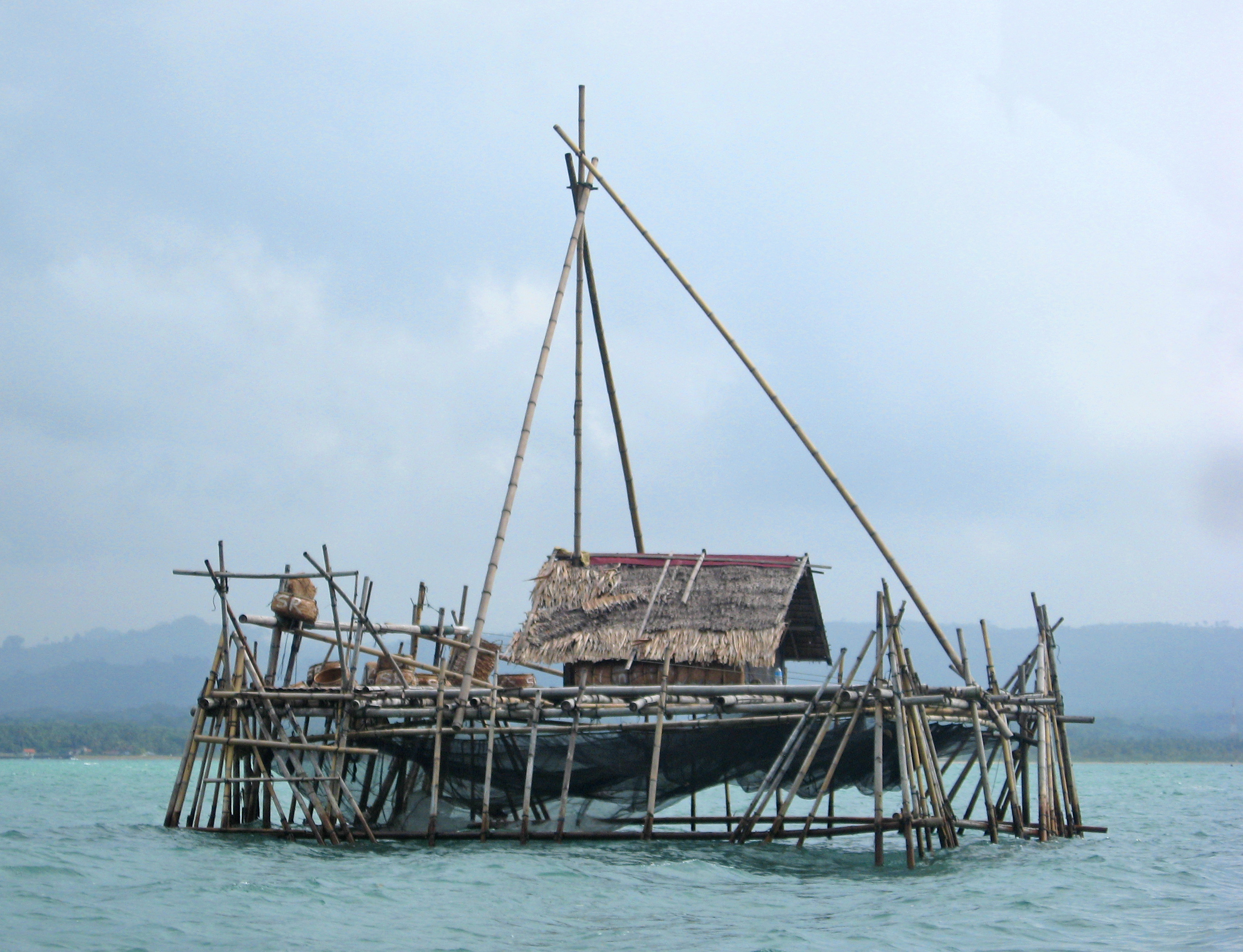
كوخ صيد بالقرب من بانغانداران

بانغانداران هي قرية صيد كبيرة تقع بالقرب من محمية بانغانداران الوطنية وتتصل معها عن طريق برزخ ضيق.
على جانبي قرية بانغانداران من الشرق والغرب وبرزح المحمية الوطنية، يوجد نوعان من شواطئ الرمال السوداء البركانية.
ترتبط محمية بانغانجونغ بانغانداران الطبيعية القريبة ضمن شبه جزيرة وتتصل مع البر الرئيسي عن طريق ممر أرضي ضيّق. يبلغ عرض هذا البرزخ حوالي 200 متر. حوالي 80% من هذه المحمية الطبيعية هي عبارة عن غابة مطيرة ثانوية. أما أهم مكوّنات الغطاء النباتي فهو نبتة رافليسيا.
يقام مهرجان بانغانداران الدولي للطائرات الورقية سنوياً منذ عام 1985.

## النقل
يقع مطار نوساويرو بالقرب من المدينة ويقدّم تسهيلات لخدمة النقل المحلية إلى جاكارتا.

## وصلات خارجية
- صور من تأثير تسونامي 17 تموز (يوليو) 2006